# Phyllophaga stipitalis
Phyllophaga stipitalis är en skalbaggsart som beskrevs av Blanchard 1851. Phyllophaga stipitalis ingår i släktet Phyllophaga och familjen Melolonthidae. Inga underarter finns listade i Catalogue of Life.